# Johns Creek
Johns Creek è una città degli Stati Uniti d'America nella contea di Fulton, nello Stato della Georgia. È localizzata a nord-est della città di Atlanta. Venne incorporata come municipalità il 1º dicembre 2006 e nel 2007 la sua popolazione era stimata in 59.580 abitanti.